# Ophiorrhiza marginata
Ophiorrhiza marginata är en måreväxtart som beskrevs av Carl Ludwig von Blume. Ophiorrhiza marginata ingår i släktet Ophiorrhiza och familjen måreväxter.
Artens utbredningsområde är Java. Inga underarter finns listade i Catalogue of Life.